# St. Maries (Idaho)
St. Maries es una ciudad ubicada en el condado de Benewah en el estado estadounidense de Idaho. En el Censo de 2010 tenía una población de 2402 habitantes y una densidad poblacional de 840,81 personas por km².

## Geografía
St. Maries se encuentra ubicada en las coordenadas 47°18′53″N 116°34′17″O / 47.31472, -116.57139. Según la Oficina del Censo de los Estados Unidos, St. Maries tiene una superficie total de 2.86 km², de la cual 2.86 km² corresponden a tierra firme y (0%) 0 km² es agua.

## Demografía
Según el censo de 2010, había 2402 personas residiendo en St. Maries. La densidad de población era de 840,81 hab./km². De los 2402 habitantes, St. Maries estaba compuesto por el 0.1% blancos, el 1.08% eran afroamericanos, el 0.29% eran amerindios, el 0.58% eran asiáticos, el 0.08% eran isleños del Pacífico, el 0.17% eran de otras razas y el 1.79% pertenecían a dos o más razas. Del total de la población el 1.58% eran hispanos o latinos de cualquier raza.